# Дагестанский заповедник
Дагеста́нский запове́дник — государственный природный заповедник в Республике Дагестан, Российская Федерация. Особо охраняемая природная территория.
Дагестанский государственный природный заповедник был создан 9 января 1987 года Постановлением Совета министров РСФСР на двух участках — «Кизлярский залив» и «Сарыкумские барханы». Общая его площадь составляет 19 061 га, в том числе участок «Кизлярский залив» — 18 485 га, и участок «Сарыкумские барханы» — 576 га.
На прилегающих к заповедным участкам землях и водном пространстве созданы охранные зоны с ограниченным режимом пользования общей площадью 21 065 га, в том числе, в Кизлярском заливе — 19 890 га, и на Сарыкуме — 1175 га.
В 2009 году все три федеральных заказника, расположенных на территории Республики Дагестан (Аграханский, Самурский и Тляратинский) переданы в ведение заповедника в том же статусе.
С 2019 года в ведении заповедника находится Самурский национальный парк.
Климат континентальный.

## Состав заповедника
В состав заповедника входят:
• заповедные участки «Кизлярский залив» (18 485 гектаров) и «Сарыкумские барханы» (576 гектаров);
• Самурский национальный парк (48 273 гектара), в который входят два кластера: приморский «Дельта Самура» и горный «Шалбуздаг»;
• три федеральных заказника: Аграханский (39 000 гектаров), Самурский (1940 гектаров) и Тляратинский (83 500 гектаров).

### Заповедные участки
- Участок «Кизлярский залив» расположен в Тарумовском районе на севере Дагестана, у устья реки Кума. Заповедный участок охватывает морские мелководья и пологие берега северо-западной части Кизлярского залива. В 2017 году «Кизлярский залив» получил статус биосферного резервата ЮНЕСКО — территории, созданной для сохранения биологического разнообразия[3][4].
- Участок «Сарыкумские барханы» расположен в Кумторкалинском районе Республики Дагестан, в 18 км к северо-западу от Махачкалы, у основания северных склонов хребта Нарат-Тюбе на левом берегу реки Шура-Озень. Широкое распространение вокруг Сарыкума получили закрепленные бугристые пески[5].

### Самурский национальный парк
- В 2019 году, постановлением Правительства Российской Федерации от 25 декабря 2019 года № 1839 создан Самурский национальный парк общей площадью 48 273 гектара, который состоит из двух кластеров в дельте Самура и высокогорьях Южного Дагестана[6][7].

### Федеральные заказники
- Аграханский заказник — заказник занимает северные половины Аграханского залива и Аграханского полуострова. Предназначен для сохранения и восстановления редких и находящихся под угрозой исчезновения объектов животного мира и среды их обитания[8].
- Самурский заказник — территория заказника состоит из массива пойменных широколиственных лиановых лесов дельты Самура, рассечённого многочисленными рукавами реки. Общая площадь территории заказника до 2019 года составляла 11,2 тыс. га. В 2019 году большая часть заказника вошла в состав одноимённого национального парка, в связи с этим площадь заказника сокращена до 1939,9 га[2].
- Тляратинский заказник — заказник расположен в Тляратинском районе, в верховьях реки Аварское Койсу (бассейн р. Джурмут) и охватывает северные склоны Главного Кавказского хребта и юго-западные отроги хребта Нукатль. На юге граничит с Лагодехским заповедником Грузии и Закатальским заповедником Азербайджана[9].

## Флора
На территории заповедника произрастают редкие и исчезающие виды растений — астрагал Лемана, джузгун безлистный, касатик остродольный, эремоспартон безлистный, водяной орех плавающий, меч-трава обыкновенная и др.

## Фауна
В Кизлярском заливе встречаются окунь, щука, сазан, осётр, севрюга, белуга, краснопёрка, лещ, линь, вобла, сом. Из рептилий — обыкновенный уж, степная гадюка и средиземноморская черепаха. Гнездовья пеликанов, фламинго, водятся стрепет, султанская курица, дрофа.